# Garst

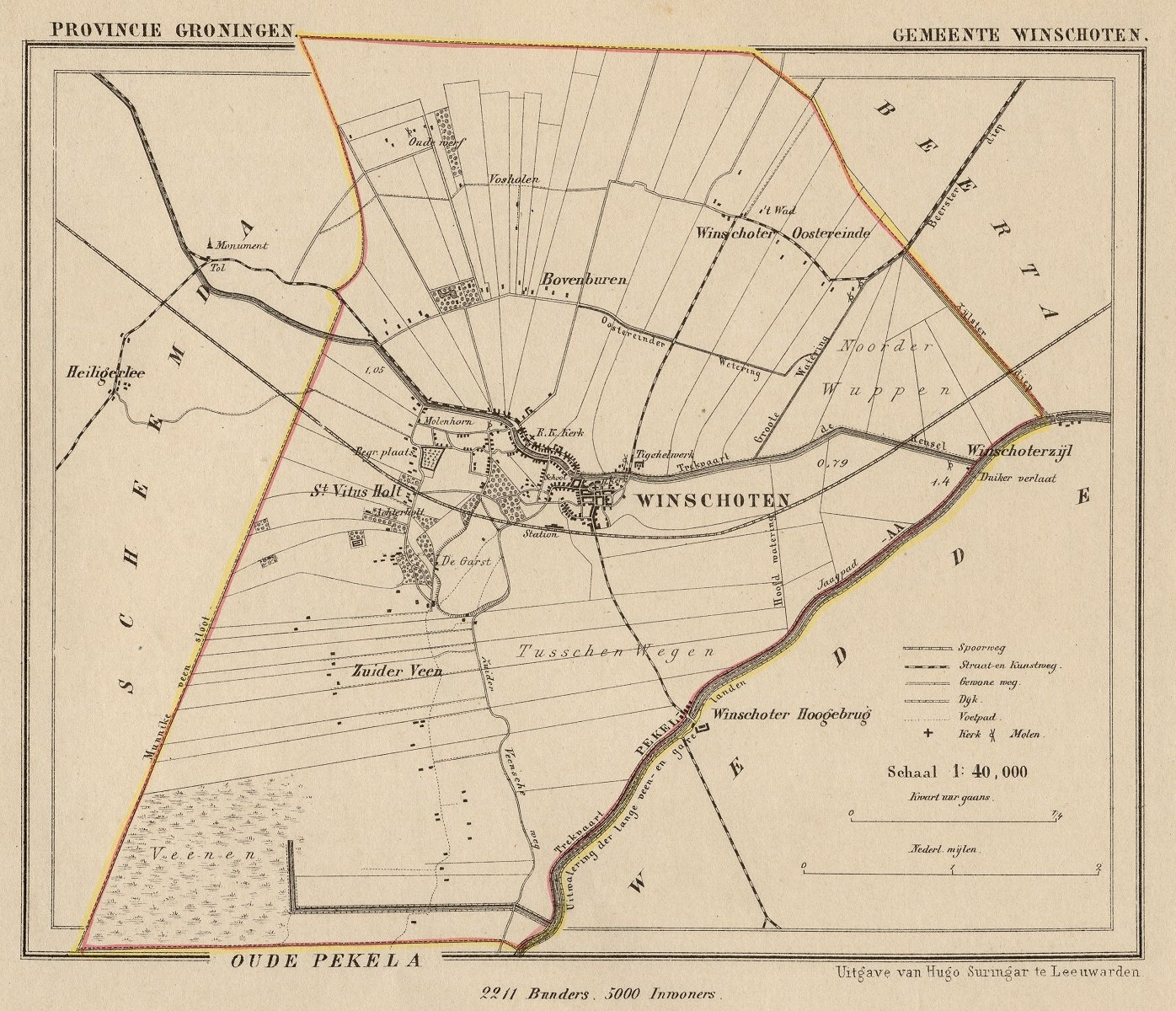
Ook in Winschoten ligt een garst, aangegeven op deze kaart uit ca. 1865. Huidige straatnamen herinneren daaraan, zoals de "Garst", "Garstestraat" en de "Heuvelstraat".

Een garst of gast is een dekzandrug of keileemopduiking in het landschap, waarop in de middeleeuwen akkercomplexen of dorpsweiden te vinden waren. Het woord is is afgeleid van het Oudfriese gāst, Nederlands geest, waarmee hoger gelegen  en relatief onvruchtbare zandgronden in een nattere omgeving werden aangeduid. Voorbeelden hiervan vinden we vooral in provincies Friesland, Groningen en in Oost-Friesland, met name in het Dollardgebied. Het verspreidingsgebied is groter en niet beperkt tot de Friese streken. De oudste voorbeelden stammen uit Westfalen in 890.(Geist, Geisthövel). 
Ga(r)sten vinden we bijvoorbeeld in Noord- en Zuidhorn, Wagenborgen, Noordbroek, Zuidbroek, Oostwold, Westerlee, Winschoten, Blijham, Wedde, Vriescheloo, Bellingwolde, Jemgum (Jemgumgaste) en Weener (Ems) (Bingumgaste, Jelsgaste). Bij Noordbroek ligt de buurtschap Korengarst, parallel gelegen aan de N33, tussen Zuidbroek en Appingedam, op een dekzandrug die boven de Dollardklei uitsteekt. Ook Ganzedijk ontleent zijn naam mogelijk aan een ga(r)st. De oudste bewoning langs het noordelijke deel van de Westerwoldse Aa vond plaats op rivierduinen die eveneens als ga(r)sten of gaasten werden aangeduid.
Plaatsnamen met deze uitgang zijn onder andere Gaast, Westergeest, Rinsumageest, Grootegast, Lutjegast, Holtgaste, Grotegaste, Tergast, Holtgast, Hohegaste, Arngast en Dangast. Verder komt het naambestanddeel terug in de streeknaam Gaasterland en mogelijk in de nieuwe dorpsnaam Luttelgeest (Noordoostpolder),
Het toponiem -geest komt daarnaast ook elders in plaatsnamen voor, bijvoorbeeld Geesteren in Gelderland, Gasteren en Gees in Drenthe, Geesthacht bij Hamburg en Gesten in Jutland. In het Noord- en Zuid-Hollandse duinengebied is de term vanaf de 12e of 13e eeuw overgegaan op aaneengesloten akkercomplexen of geestgronden. De oudere dorpen in dit gebied worden vanwege hun ligging als geestnederzettingen getypeerd. Plaatsnamen met deze uitgang zijn onder andere Oegstgeest, Geestdorp en Uitgeest. In Oost-Vlaanderen, West-Brabant en Zuidwest-Jutland is het toponiem vooral bij perceelnamen verspreid. 
Sinds de late middeleeuwen werd de term geest in het hele Noord-Duitse kustgebied gebruikelijk om hoge en droge zandgronden aan te duiden, waarbij een tegenstelling werd gesuggereerd met de vruchtbare kleigronden of marschen.